# Lützel (Bauna)
Die Lützel ist ein etwa 5,1 km langer, westlicher und orografisch rechter Zufluss der Bauna im Landkreis Kassel in Nordhessen (Deutschland).

## Verlauf und Einzugsgebiet
Die Lützel entspringt in den Langenbergen im Naturpark Habichtswald. Ihre Quelle liegt im Gemeindegebiet von Schauenburg südsüdwestlich von dessen Ortsteil Hoof rund 850 m nordöstlich vom Gipfel des Saukopfs (511,4 m ü. NN) auf etwa 395 m ü. NN.
Die anfangs überwiegend südostwärts fließende Lützel verlässt bald nach ihrem Ursprung die Langenberge, wobei sie etwa parallel zur Landesstraße 3215 (ehemalige Bundesstraße 520) verläuft und den Ederseeweg und kurz darauf die Trasse der Bahnstrecke Kassel–Naumburg unterquert. Danach fließt sie, Baunataler Gebiet erreichend und den Lützelhof passierend, ostsüdostwärts nach und durch Altenritte. Kurz nach Unterqueren des Märchenlandwegs mündet die Lützel nahe der Grenze des Naturparks Habichtswald in Altenritte auf etwa 219 m ü. NN in den dort von Nordwesten kommenden Fulda-Zufluss Bauna (beim Baunabachkilometer 9,2).
Das Einzugsgebiet der Lützel ist 7,795 km² groß.